# Abbassamento crioscopico

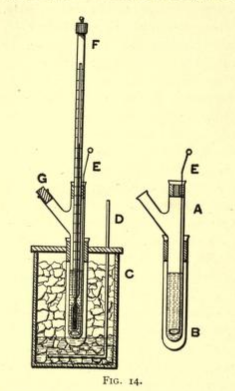
Apparecchiatura per misurare l'abbassamento crioscopico.

L'abbassamento crioscopico è la differenza osservata tra le temperature di congelamento di un solvente puro e di una sua soluzione. È una proprietà colligativa, come l'innalzamento ebullioscopico e la pressione osmotica.
Nel caso di soluzioni di non-elettroliti, è proporzionale alla molalità (b) della soluzione, per una costante Kc tipica del solvente (detta costante crioscopica).
{\displaystyle \Delta T_{c}=K_{c}\cdot b\;}
dove:
{\displaystyle \Delta T_{c}=T_{c,solvente}-T_{c,soluzione}\;}
Nel caso di soluzioni elettrolitiche bisogna considerare anche il coefficiente di van 't Hoff i, per cui si ha:
{\displaystyle \Delta T_{c}=K_{c}\cdot b\cdot i\;}
È con questo principio che molti composti chimici vengono usati in funzione di antigelo (un esempio è il glicol etilenico).
Un altro utilizzo di questa proprietà si ha quando si butta il sale nella neve: il generarsi di cloruro di sodio acquoso (che ha un punto di fusione inferiore a quello dell'acqua pura) impedisce la formazione del ghiaccio anche a temperature inferiori a 0 °C.
Dalla misura sperimentale del suo valore è possibile risalire al numero di particelle presenti in soluzione, e quindi al peso molecolare del soluto o al suo grado di dissociazione.

## Termodinamica
In seguito all'aggiunta di un soluto, a pressione costante di 1 atm, si raggiungerà una nuova condizione di equilibrio quando ad una data temperatura T il potenziale chimico del solvente puro A allo stato solido sarà uguale al potenziale chimico del solvente presente in soluzione allo stato liquido. In termini matematici ciò è espresso dall'equazione seguente:
{\displaystyle \mu _{A}^{*}(s)=\mu _{A}^{*}(l)+RT\ln x_{A}}
Riarrangiando questa equazione nella forma
{\displaystyle \ln x_{A}={\frac {\mu _{A}^{*}(s)-\mu _{A}^{*}(l)}{RT}}={\frac {\Delta G_{fus}}{RT}}}
e differenziando entrambi i membri dell'equazione rispetto alla temperatura, si ottiene
{\displaystyle {\frac {d\ln x_{A}}{dT}}={\frac {1}{R}}{\frac {d(\Delta G_{fus}/T)}{dT}}}
che applicando l'equazione di Gibbs-Helmholtz
{\displaystyle \left({\frac {\partial {\frac {G}{T}}}{\partial {T}}}\right)_{P}=-{\frac {H}{T^{2}}}}
diventa infine
{\displaystyle {\frac {d\ln x_{A}}{dT}}=-{\frac {\Delta H_{fus}}{RT^{2}}}}
Moltiplicando adesso ambo i membri per {\displaystyle dT}, e integrando rispettivamente il primo membro dal valore della frazione molare {\displaystyle x_{A}=1} corrispondente al solvente puro (per cui, quindi, {\displaystyle \ln x_{A}=\ln 1=0}) al generico valore finale {\displaystyle x_{A}} mentre il secondo membro viene integrato tra la temperatura {\displaystyle T^{*}} (temperatura di fusione del solvente puro) e la temperatura {\displaystyle T} (che corrisponderà alla temperatura di fusione della soluzione), considerando l'entalpia di fusione {\displaystyle \Delta H_{fus}} costante nell'intervallo di temperatura considerato alla fine si ricava
{\displaystyle \ln x_{A}={\frac {\Delta H_{fus}}{R}}\left({\frac {1}{T}}-{\frac {1}{T^{*}}}\right)}
Per comodità possiamo riferirci alla frazione molare {\displaystyle x_{B}} del soluto B, per cui, sapendo che {\displaystyle x_{A}+x_{B}=1}, l'espressione precedente diventa
{\displaystyle \ln(1-x_{B})={\frac {\Delta H_{fus}}{R}}\left({\frac {1}{T}}-{\frac {1}{T^{*}}}\right)}
Supponendo inoltre che la concentrazione {\displaystyle x_{B}} del soluto sia molto piccola, si verifica la condizione
{\displaystyle \ln(1-x_{B})=-x_{B}}
pertanto
{\displaystyle x_{B}={\frac {\Delta H_{fus}}{R}}\left({\frac {1}{T^{*}}}-{\frac {1}{T}}\right)}
Dato che {\displaystyle T\approx \ T^{*}}, quindi
{\displaystyle {\frac {1}{T^{*}}}-{\frac {1}{T}}={\frac {T-T^{*}}{TT^{*}}}\approx \ {\frac {\Delta T}{T^{*2}}}}
con il che si ha
{\displaystyle x_{B}={\frac {\Delta H_{fus}\Delta T}{RT^{*2}}}}
Inglobando tutti i termini costanti in un'unica costante {\displaystyle K={\frac {RT^{*2}}{\Delta H_{fus}}}}, ecco ricavata l'espressione semplificata utilizzata per quantificare l'entità dell'abbassamento crioscopico:
{\displaystyle \Delta T_{c}=K\cdot x_{B}}
Si noti che essendo la frazione molare {\displaystyle x_{B}} proporzionale alla molalità b, risulta altresì possibile esprimere l'equazione precedente nella forma più pratica
{\displaystyle \Delta T_{c}=K_{c}\cdot b}